# فلاديمير لينين
فلاديمير إيليتش أوليانوف (22 أبريل 1870 - 21 يناير 1924)، المعروف باسم فلاديمير لينين، كان ثوريًا روسيًا، ومنظرًا سياسيًا. شغل منصب أول رئيس لحكومة روسيا السوفيتية من عام 1917 حتى وفاته في 1924، وأصبح أول رئيس للاتحاد السوفيتي بعد تأسيسه في 1922. بصفته أحد مؤسسي وزعماء البلاشفة، قاد لينين ثورة أكتوبر التي أسست أول دولة اشتراكية في العالم، وقاد حكومته إلى الانتصار في الحرب الأهلية الروسية، مما مهد الطريق لإقامة دولة الحزب الواحد تحت سيطرة الحزب الشيوعي. من الناحية الأيديولوجية، كان لينين ماركسيًا، وعُرفت تطويراته الفكرية بمسمى اللينينية.
وُلِد لينين في عائلة من الطبقة الوسطى في مدينة سيمبيرسك، وأصبح مهتمًا بالسياسة الاشتراكية بعد إعدام أخيه عام 1887. طرد من جامعة قازان الإمبراطورية بسبب مشاركته في احتجاجات ضد الحكومة القيصرية، ثم قضى السنوات التالية للحصول على شهادة في القانون. في عام 1893، انتقل إلى سانت بطرسبرغ وأصبح ناشطًا ماركسيًا بارزًا. في عام 1897، اعتقل بتهمة التحريض، ونُفي إلى سيبيريا لمدة ثلاث سنوات، ثم انتقل إلى أوروبا الغربية حيث أصبح شخصية محورية في الحزب العمالي الديمقراطي الاجتماعي الروسي. خلال انقسام الحزب في 1903، قاد فصيله البلشفي ضد المناشفة.
عاد لينين إلى روسيا لفترة وجيزة في عام 1905 خلال الثورة الفاشلة، وعقب اندلاع الحرب العالمية الأولى، دعا إلى تحويلها إلى ثورة بروليتارية على مستوى أوروبا، مؤمنًا بأنها ستؤدي إلى انهيار الرأسمالية وصعود الاشتراكية. عاد لينين إلى روسيا بعد ثورة فبراير 1917 التي أطاحت بالقيصر نيكولاس الثاني ولعب دورًا رائدًا في ثورة أكتوبر، حيث أطاح البلاشفة بالحكومة المؤقتة.
ألغت حكومة لينين الملكية الخاصة للأراضي وأممت الصناعات الرئيسية والبنوك، وانسحبت من الحرب بتوقيع معاهدة بريست-ليتوفسك، كما روجت للثورة العالمية عبر الأممية الشيوعية. شارك البلاشفة  في البداية السلطة مع الثوريين الاشتراكيين اليساريين، لكن خلال الحرب الأهلية الروسية، ركزوا السلطة في يد الحزب الشيوعي وقاموا بقمع المعارضة في ما عرف بالإرهاب الأحمر، حيث قُتل أو سُجن عشرات الآلاف. استجابة للمجاعة والانتفاضات الشعبية، قام لينين بتعديل سياسته في عام 1921 من خلال تطبيق السياسة الاقتصادية الجديدة، مما أدى إلى استقرار الاقتصاد. بعد انتصار الجيش الأحمر على القوات المناهضة للبلاشفة والانفصاليين، أعيد توحيد بعض الأمم غير الروسية في الاتحاد السوفيتي عام 1922.
في عام 1922، أصيب لينين بثلاث سكتات دماغية أضعفته حتى وفاته في 1924، ما أسفر عن بداية صراع على السلطة انتهى بصعود جوزيف ستالين.
أصبح لينين رمزًا لعبادة شخصية بعد وفاته في الاتحاد السوفيتي حتى تفككه في 1991. كما أصبح تحت حكم ستالين رمزًا أيديولوجيًا للماركسية-اللينينية وتأثيرًا بارزًا على الحركة الشيوعية العالمية. على الرغم من الجدل حول شخصيته، حيث يمجده مؤيدوه لتأسيسه حكومة اشتراكية، يراه منتقدوه دكتاتورًا أدى إلى قتل جماعي وقمع سياسي. ويُعتبر اليوم واحدًا من أكثر الشخصيات تأثيرًا في القرن العشرين.

## النشأة

### الحياة المُبكرة
ولد فلاديمير أوليانوف المعروف بلينين في مدينة سيمبرسك تعرف اليوم باسم أوليانوفسك وبعد أن أنهى المدرسة دخل كلية الحقوق في جامعة مدينة قازان، إلا أنه فصل من الجامعة بسبب مشاركته في مظاهرات الطلاب، بعد إعدام أخيه ألكسندر بسبب مشاركته في تنظيم محاولة اغتيال القيصر ألكسندر الثالث عاد لينين إلى مدينة قازان وانضم إلى إحدى الجمعيات الماركسية فيها، وفي عام 1893 انتقل لينين إلى العاصمة سانت بطرسبرغ وبدأ بتأليف كتب في موضوع علم الاقتصاد الماركسي وتاريخ حركة الفلاحين والعمال في روسيا. وتتواصل محطات حياة لينين مع اعتقاله بسبب نشاطه السياسي الماركسي. فتم نفيه إلى سيبيريا لمدة عام، وتمكن هناك من تخصيص فترات طويلة من وقته للكتابة إلى المفكرين الشيوعيين في أوروبا. وفي عام 1900 سافر لينين إلى سويسرا وبقي خارج روسيا حتى عام 1905. وخلال هذه الفترة تم اختياره لزعامة حزب العمال الاشتراكي الديمقراطي الروسي الذي تكوّن في عام 1898.
لم يمارس لينين مهنة المحاماة بعد حصوله على الرخصة القانونية التي تؤهله، انصرف لينين إلى العمل على تفعيل العمل الثوري والانعكاف على دراسة الماركسية في مدينة سانت بيترسبرغ. في 7 ديسمبر 1895، تم إلقاء القبض عليه وتوقيفه لمدة عام كامل ليتم نفيه إلى سيبيريا، وفي يوليو من عام 1898م تزوج لينين من الاشتراكية ناديجدا كروبسكايا وفي أبريل من عام 1899م تمكن لينين من إصدار كتابه المعنون بـتطور الرأسمالية في روسيا. ومع نهاية مدة نفيه في سيبيريا عام 1900م انتقل لينين في روسيا وأوروبا وعمل على إنشاء الصحيفة الاشتراكية اسكرا كما عمل على نشر الكتب المتعلقة بالعمل الثوري. كان لينين من الأعضاء النشطين في حزب العمل الاشتراكي الاجتماعي حيث تولى في عام 1903م زعامة الحزب البلشفي. وتم اختياره لزعامة حزب العمل الاشتراكي الاجتماعي عام 1906م وانتقل إلى العيش في فنلندا عام 1907 لدواعي أمنية.

### الوالدان

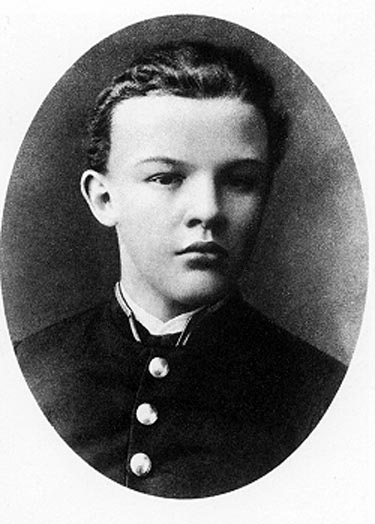
الفتى لينين عام 1887م

ولد فلاديمير إيليتش أوليانوف في عام 1870 في سيمبيرسك (الآن أوليانوفسك) لعائلة مفتش المدارس العامة في مقاطعة سيمبيرسك، إيليا نيكولايفيتش أوليانوف (1831-1886)، وهو ابن أحد العبيد السابقين في قرية أندروسوفو، مقاطعة سيرجاشسكي، مقاطعة نيجني نوفيجورودلي). كان متزوج من آنا سميرنوفا، ابنة برجوازية أستراخان (وفقًا لنسخة الكاتب السوفيتي شاجينيان، الذي جاء من عشيرة «كالميكس» المعمدة). أما أُمه فهي ماريا ألكسندروفنا أولينافا من أصل سويدي ألماني من قبل والدتها ووفقًا لإصدارات مختلفة فهي لأصل أوكراني أو ألماني أو يهودي من قبل والدها حيث كان جد لينين لأمه وفقًا لإحدى الروايات يهوديًا اعتنق الأرثوذكسية وهو ألكسندر ديميتريفيتش بلانك ووفقًا لرواية أخرى، فقد جاء من عائلة من المستعمرين الألمان التي جلبت كاترين الثانية إلى روسيا وقد ادعى الباحث في عائلة أوليانوف إم إس شاجينيان أن ألكسندر بلانك كان أوكرانيًا.

### التعليم
تلقى لينين دروسه الأولى وهو في الخامسة على يد معلم كان يحضر إلى منزله لهذه الغاية ثم دخل المدرسة وهو في التاسعة مبدياً اجتهاداً كبيراً وذكاء لقيا إعجاب الجميع وفي ذلك الوقت كانت روسيا قد بدأت تتحول بسرعة إلى دولة صناعية وكانت قطاعات واسعة من الشعب تأن تحت وطأة الجوع والفاقة، لانعدام شروط العمل الإنسانية، وتكافل أصحاب المصانع مع الأسرة الحاكمة.
توفي والده وهو في السادسة عشرة، وفي السنة التالية أعدم أخوه ألكسندر شنقاً بتهمة الاشتراك في مؤامرة لاغتيال القيصر. وقد تركت هذه الحادثة أبلغ الأثر في نفسه وخصوصاً كلمات أخيه أثناء المحاكمة، إذ اعترف بما نسب إليه قائلاً «إنه أراد قتل القيصر لأنها الوسيلة الوحيدة لتحقيق الحرية السياسية للشعب الروسي.» في السنة نفسها أنهى لينين دروسه الثانوية بامتياز وحصل على الميدالية الذهبية. وفي الخريف انتسب إلى جامعة قازان ولكنه طرد منها بسبب تزعمه لفئة احتجت على انعدام الحرية في الجامعة. وقد حاول عدة مرات تقديم طلبات للعودة إلى متابعة دروسه، ولكنها رفضت كلها.

### العمل والثورة
بعد قبول جامعة بترسبورغ طلبه للانتساب إليها شرط عدم حضور الدروس، والاكتفاء بالمجيء إلى الحرم الجامعي في نهاية السنة الدراسية للاشتراك في الامتحانات. حصل لينين على شهادة الحقوق عام 1891 ثم بدأ العمل في مكتب للمحاماة في سامارا. وفي تلك الفترة راح يقرأ كتابات كارل ماركس بعمق حتى العام 1893 حين انضم إلى منظمة ماركسية تدعى الديمقراطية الاجتماعية وما لبث أن عاد إلى بترسبورغ حيث تولى قيادة تلك المنظمة
توفي القيصر الكسندر الثالث عام 1894 فخلفه ابنه نيقولا الثاني. أما لينين فقد أمضى معظم العام 1895 في فرنسا وألمانيا وسويسرا حيث التقى معظم الماركسيين النشطين هناك. وبعد شهرين من عودته إلى بترسبورغ ألقي القبض عليه فيما هو يستعد لإصدار جريدة قضية العمال. وبقي رهن التحقيق أكثر من عام إلى أن صدر بحقه الحكم بالنفي إلى سيبيريا عام 1897.
عاد لينين خلال ثورة عام 1905 في روسيا إلى وطنه ليشارك في التمرد ضد الحكومة، وفي عام 1908 توجه مرة أخرى إلى سويسرا وبعد ذلك سافر إلى باريس، وفي عام 1916 بعد انقسام شهده حزب العمال الاشتراكي الديمقراطي الروسي ترأس لينين الحزب البلشفي. ومع نشوب الحرب العالمية الأولى دعا لينين إلى تحويل الحرب العالمية إلى حروب أهلية ضد حكومات رأسمالية في الدول الأوروبية، وبعد انتهاء الحكم القيصري في روسيا بانتصار ثورة فبراير 1917 وتولي الحكومة المؤقتة السلطة في البلد سمحت ألمانيا للينين مع مجموعة من أنصاره بالعودة إلى روسيا. وفي أكتوبر عام 1917 قاد لينين ثورة أدت إلى تولي الحزب البلشفي السلطة في البلد ونشوء الحرب الأهلية. بعد هذه الأحداث وتكوين الدولة السوفيتية واجه لينين خطر الغزو الألماني ووقع اتفاقية سلام مع حكومة برلين، وفي عام 1918 تعرض لينين لمحاولة اغتيال من قبل «فانيا كابلان» التي كانت تنتمي لأحد الأحزاب المعارضة للينين حيث أصابته بـ 3 رصاصات استقرت في كتفه ورئتيه لكن الموت لم يدركه، وسرعان ما أخذت محاولة الاغتيال وهموم إدارة الدولة نصيبها من صحة لينين فأصيب بالعديد من الجلطات القلبية التي أفقدته القدرة على النطق فأبعدته عن الحياة السياسة وبعدها ليفارق بعدها الحياة وذلك في عام 1924.
رغم سفره الكثير إلاّ أنّ ذلك لم يمنعه من الاستمرار في عقد الاجتماعات الاشتراكية في شتى أنحاء أوروبا والدعوة للفكر الاشتراكي. وفي 16 أبريل 1917 عاد لينين مرة أخرى إلى روسيا عقب الإطاحة بالقيصر الروسي نيقولا الثاني وتبوّأ مكانته من بين البلاشفة في روسيا ونشر في صحيفة الـبرافدا أطروحة أبريل التي تروي وجهة نظر لينين في كيفية إدارة روسيا سياسياً. وبعد الثورة العمالية الفاشلة في يوليو من نفس العام اضطر لينين للمغادرة إلى فنلندا مرة أخرى لدواعي أمنية ومن ثم عاود الرجوع إلى روسيا في أكتوبر مدججاً بالسلاح ليقود الثورة ضد حكومة كيرنسكي المؤقتة.
واجه لينين تهديد الغزو الألماني فلم يجد مناصاً من قبول معاهدة سلام مع الألمان إلا أن المفاوضين الروس لم يمتثلوا لأوامر لينين وكانت النتيجة أن خسرت روسيا الكثير من أراضيها الغربية[بحاجة لمصدر]
أول محاولة للينين لتصدير الاشتراكية الثورية كان عن طريق غزو بولندا بعدما قامت الثانية بغزو أوكرانيا في الماضي. وتمثل الفكر اللينيني في تصدير الثورة إلى غرب أوروبا إلى فرنسا وألمانيا بالاستعانة بالجيش الأحمر مروراً ببولندا عام 1920. وبسبب الثورات المضادة لم تتم عملية تصدير الثورة إلى أوروبا الغربية، وعمد لينين في مارس 1921 على بعض الإصلاحات الداخلية فشجع الأعمال الزراعية والصناعية الصغيرة إلا أن ثورة البحّارة المدعومة من الإمبريالية في نفس الشهر حالت دون تحقيق آمال لينين في الإصلاح الاقتصادي الداخلي.

### النفي إلى سيبيريا

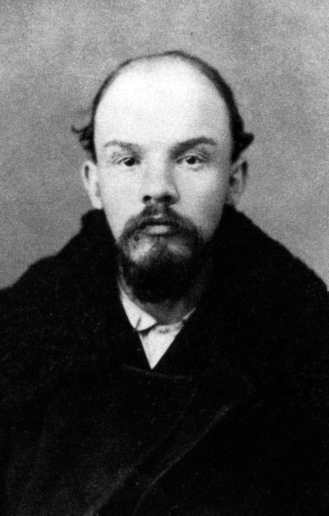
لينين في المنفى عام 1895م.

لم يكن النفي إلى سيبيريا سجنا بكل معنى الكلمة فقد كانت الحكومة تدفع للمنفيين علاوة شهرية بسيطة، وكانوا يختارون مكان إقامتهم ضمن حدود معينة. وقد اختار لينين بلدة شوشانسكايا في آباكان، وأمضى فترة النفي في الكتابة بعد زواجه من ناديا كروبسكايا عام 1898 التي كانت هي الأخرى منفية بسبب نشاطاتها السياسية. وأهم ما كتبه هناك تطور الرأسمالية في روسيا. في تلك الأثناء اتحدت معظم الحركات الماركسية السرية في روسيا وشكلت حزب «العمل الديمقراطي الروسي»، ومنها الحركة التي انتمى إليها فلاديمير لينين.

### الاسم المستعار وصحيفة الشرارة
بعد انتهاء مدة نفيه في مطلع عام 1900 غادر لينين إلى ألمانيا للمساعدة في إصدار جريدة الحزب الشرارة ثم جريدة الفجر وكانتا ممنوعتان وتوزع أعدادهما بعد تهريبها إلى روسيا. وهناك بدأ فلاديمير إيليانوف يستعمل اسم لينين، كما فعل سواه من الكتاب الذين اتخذوا أسماء مستعارة لتضليل بوليس القيصر السري. خلال ذلك انقسم الحزب إلى جماعتين: البلشفيين - ومعناها بالروسية الأكثرية - والمانشيفيين - الأقلية - بسبب التنظيمات الداخلية للحزب، وأهمها رغبة البولشفيين في اقتصار الانتماء إلى الحزب على المناضلين الثوريين، ورغبة الأقلية في أن يكون باب الانضمام مفتوحاً أمام الجميع.

## حياته الثورية
مع بداية العام 1900 بدأت تتكون في روسيا نقمة عارمة ضد القيصر بسبب تردي الأوضاع على كافة الأصعدة. وارتفعت المطالبات بمزيد من الحريات السياسية، السماح للفلاحين بزراعة الأراضي التي يمتلكها الإقطاعيون، زيادة أجور العمال وتحسين ظروف العمل، إنهاء الحرب ضد اليابان. وفي يوم الأحد 22 يناير 1905 نظم كاهن أرثوذكسي يدعى جورج غابون مظاهرة اشترك فيها أكثر من 200,000 مواطن في بترسبورغ. وكانت مظاهرة سلمية تهدف إلى ايصال المطالب الشعبية إلى القيصر. ولكن رجاله أطلقوا النار على المتظاهرين وقتلوا عدة مئات منهم. وكانت تلك هي الشرارة التي أشعلت الثورة الروسية وامتدت، على درجات متفاوتة من الحدة، حتى سقوط النظام القيصري في عام 1917م.
عاد لينين إلى روسيا وشارك في ما تلا تلك المظاهرة من اضرابات شلت الحركة في موسكو ومعظم المدن الروسية، ومن انتفاضات ثورية مسلحة ضد القيصر ولكن رجاله استطاعوا السيطرة على الوضع في نهاية العام 1905 إلا أن الشرارة كانت قد اشتعلت ولو أنها بقيت أحياناً تحت الرماد. غادر لينين إلى أوروبا مجدداً متنقلاً بين معظم دولها، مشاركاً في نشاطات الأحزاب الماركسية، وعاملاً على عقد اجتماعات دورية للبلاشفة رغبة منه في إبقاء الجذوة الثورية إلى أن تحين فرصة مؤاتية لإسقاط القيصر. ولم يكن لينين بعيداً عن نشاطات الحزب الداخلية رغم وجوده في الخارج. وحين أصدر الحزب صحيفة البرافدا - تعني بالعربية الحقيقة - كانت مقالات لينين تشكل القسم الأكبر منها.
في الأول من أغسطس عام 1914م أعلنت ألمانيا الحرب على روسيا. وبحلول العام 1917 كان الشعب الروسي يئن تحت وطأة الفاقة والعوز، وبدا أن المجاعة على الأبواب. وظهر نقص في المواد الغذائية على اختلافها حتى الخبز. والحكومة عاجزة عن عمل أي شيء. العمال يضربون عن العمل وصفوف النسوة تطول أمام الأفران يوماً بعد يوم. وبدأت المظاهرات العارمة، ورفض الجنود هذه المرة تنفيذ أوامر قياداتهم بإطلاق النار، ما اضطر القيصر إلى التنازل عن العرش وتسليم السلطة إلى حكومة برئاسة الأمير جورج ليفوف في 15 مارس 1917م.

عاد لينين إلى روسيا وكذلك معظم قيادات الحزب البولشيفي الذين كانوا منفيين إلى سيبيريا. وفي 16 إبريل عام 1917م وصلوا إلى بتروغراد واستقبلوا استقبال الأبطال. طالب لينين بإنهاء الحرب ضد ألمانيا فوراً وبأن تعود ملكية الأراضي إلى الدولة وبإسقاط حكومة ليفوف. واستطاع استعادة زمام قيادة الحزب البولشفي إلا أنه لم يتمكن من الوصول إلى السلطة. في تموز شكلت حكومة جديدة برئاسة الكسندر كيرينسكي، وأصدرت أمراً بإلقاء القبض على لينين بتهمة العمالة للألمان. فغادر إلى فنلندا حيث كتب واحداً من أهم أعماله الدولة والثورة وفيه شرح كيفية تنظيم الثورة ونوع الحكومة التي يجب أن تتولى السلطة بعد إسقاط الحكم القائم. ثم أرسل كتاباً إلى الهيئة المركزية للحزب البولشيفي معلناً أن زمن الخطابات قد ولى وحان وقت العمل الثوري قائلاً:

### الثورة الثانية
عاد لينين إلى بيتروغراد في أكتوبر عام 1917 ودعا الهيئة المركزية للحزب إلى أعلان الثورة حالاً. كانت حكومة كيرينسكي ضعيفة، وكان ليون تروتسكي أحد القادة البارزين في الحزب يحظى بولاء مجموعات كبيرة من الجنود. وأعلن بعض فرق البحرية تأييد الثورة. وهكذا قرر البلاشفة التحرك. سقطت بتروغراد بأيديهم دون مقاومة تذكر - 7 نوفمبر، الموافق 25 أكتوبر حسب التقويم الشرقي - في موسكو كانت المقاومة أشد إلا أن البلاشفة سيطروا على المدينة في أقل من أسبوع. وهكذا صارت كل الروسيا تحت سلطتهم. واستطاعوا اكتساب ثقة الأهالي بالشعار البسيط الذي رفعوه: الخبز والسلام والأرض للجميع.
اجتمع مجلس السوفيت - فروع الحزب - الأعلى في 8 نوفمبر 1917م وضم ممثلين عن كافة الأقاليم الروسية. وانتخبوا مجلس مفوضي الشعب الذي انتخب لينين رئيسا له. وهكذا صار فعلياً رئيس الدولة الروسية. وفي الاجتماع الأول سأل لينين المجلس أن يعطيه تفويضاً بإعلان إنهاء الحرب ضد ألمانيا وبإلغاء الملكية الفردية. فوافق المجلس على الشأنين. وهكذا بدأت مفاوضات السلام مع ألمانيا وبدأ العمل على إلغاء الملكية الخاصة للأراضي وإلحاقها بممتلكات الدولة. ليتم فيما بعد توزيعها على الفلاحين.

## الزعيم لينين

لينين قبل الوصول للحكم.

لم تكن السنوات الأولى لحكم لينين سنوات سهلة. فالجيش كان مشتتاً بسبب الحرب والقوات الألمانية تتقدم على الجبهات فيما أعداء البلاشفة يتكتلون للإطاحة بهم. بذل لينين جهوداً جبارة لإنهاء الحرب مع ألمانيا مقدماً بعض التنازلات في المقاطعات التي كانت تحت حكم القياصرة كفنلندا وبولندا. وهكذا وقعت معاهدة السلام في بريستيلوفسك يوم 3 مارس 1918م.

وفي العام نفسه طلب لينين تغيير اسم الحزب من حزب العمل الديمقراطي الاجتماعي الروسي إلى الحزب الاشتراكي الشيوعي الروسي. في شهر أغسطس تعرض لينين لمحاولة اغتيال فأُصيب برصاصتين ولكنه نجا من الموت، إلا أن واحدة منهما بقيت في عنقه. بدأ المعارضون للحكم الاشتراكي بالقيام بأعمال العنف في المدن وتحولت تلك الأعمال إلى ما يشبه الحرب الأهلية في الأرياف. ولكن المعارضين كانت تنقصهم وحدة الهدف والرؤية فاستطاعت الحكومة القضاء على تمردهم بحلول العام 1920م حيث كانت تنتظر الحكومة معركة هامة على الصعيد الخارجي.

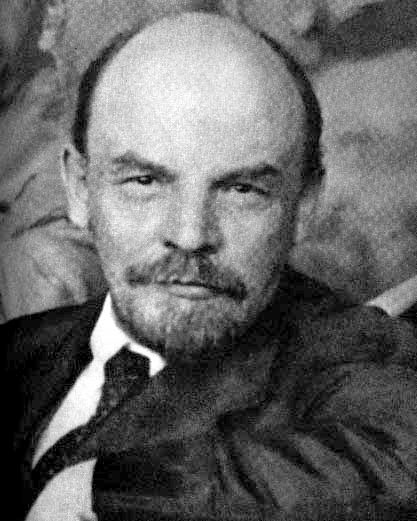
لينين رئيس إسكرا (الشرارة)

كانت حكومات إنكلترا وفرنسا وألمانيا والولايات المتحدة قد رفضت التعامل مع النظام الجديد لأنه رفض التعهد بدفع ديون القيصر لتلك الحكومات. وألغى معظمها التمثيل الديبلوماسي والعقود التجارية والصناعية. وفي العام 1921م أصدر لينين برنامجاً سماه السياسة الاقتصادية الجديدة معطياً الحرية للمزارعين وصغار المنتجين للتصرف بمنتجاتهم سامحاً بالتجارة الحرة وداعياً الأجانب إلى الاستثمار في روسيا. دفع هذا البرنامج حكومات أوروبا الغربية والولايات المتحدة إلى إعادة التمثيل الديبلوماسي والعلاقات التجارية. ما مكّن الدولة الجديدة من الانطلاق في بناء نفسها حتى وصلت إلى ما وصلت إليه من تقدم علمي وفني وتربوي وتمكنت من تكوين قوة عسكرية كانت إلى حدٍّ بعيد رادعاً لجموح الولايات المتحدة ورغبة المسيطرين على سياستها من أرباب النظام العالمي الجديد من السيطرة على اقتصاد العالم وهو ما يفعلونه الآن ومن دون رادع مادي أو أخلاقي.
يعد لينين من أهم المفكرين في العصر الحديث الذين تناولوا نظرية الاستعمار.
- وقد تناول لينين نظرية الاستعمار كوسيلة لنقد النظرية الليبرالية والدول الرأسمالية، حيث يبدو جليا أنه لم يسعَ لتوضيح موقفه من الاستعمار أو تحديد أسباب الإستعمار بقدر ما سعى لربط الاستعمار بالدولة الرأسمالية، وبرز ذلك في جملته الشهيرة والتي جعلها عنوانا لكتابه «الإمبريالية أعلى درجات الرأسمالية».
- رأى لينين ان الدول الرأسمالية تتحول تدريجيا من المنافسة والفرص المتساوية والسوق الحر إلى الإحتكار، حيث تبدأ الدول الرأسمالية بقواعد المنافسة الحرة والفرص المتساوية للجميع ثم بعد ذلك تتحول تدريجيا إلى الاحتكار وهي المرحلة التي فيها تتركز الثروة في يد عدد قليل جدا من الأفراد وهم أيضا الذين يتولون السلطة ثم تتسع الهوة بين هذه الطبقة وبين طبقة العمال التي تمثل غالبية المواطنين والذين يصلوا لحد خطير من الفقر.
- ومع توسع الدول الرأسمالية في الإنتاج تظهر إشكالية جديدة تتمثل في الحاجة لأسواق جديدة لتصريف المنتجات والحاجة أيضا لمواد خام بأسعار منخفضة وأيدي عاملة بأسعار زهيدة وهنا تتجه الدول الرأسمالية الكبرى إلى الاستعمار والبحث عن مستعمرات لها لفرض عليها حمايتها والحصول منها على المواد الخام بتكاليف منخفضة أو ربما بدون تكاليف ثم تكمل التصنيع في بلادها وتعيد تصريف المنتج النهائي في المستعمرات بأسعار مرتفعة.
- وقد ربط لينين بين فكرة الاستعمار هذه وبين الحرب العالمية التي تجري بين الدول حيث أشار إلى أن وجود أكثر من دولة رأسمالية في النظام الدولي يترتب عليها وصولهم جميعا إلى مرحلة الحاجة لمستعمرات لتصريف فيها المنتجات وبالتالي يتولد صراع وخلافات بين هذه الدول الكبرى للسيطرة على المستعمرات وبالتالي تحدث الحرب العالمية بين الدول، وكان لينين متأثرًا بالحرب العالمية الأولى التي وقعت بين الدول الرأسمالية في هذا التحليل.

## علاقتة بالأدباء

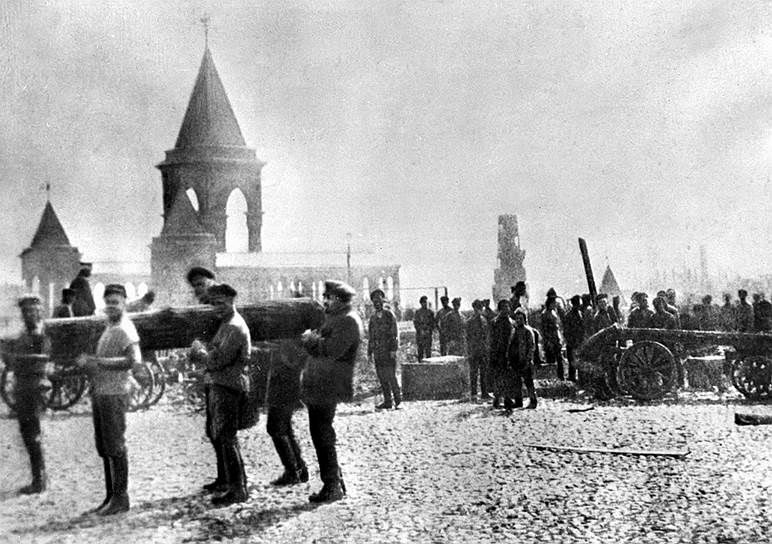
لينين يساعد العمال 1920

كان لفلاديمير لينين علاقات جيدة مع الشعراء والأدباء منهم صديقه الحميم مكسيم غوركي ويصف غوركي لينين قائلا (إن دهشتي كبيرة.. كيف إن هذا الرجل الذي شاهد وعاش الكثير من المصائب والمآسي كان قادراً على الضحك بذلك القدر من السذاجة والطيبة) ثم يضيف (كيف إن لينين بعد أن استغرق بالضحك مسح عينيه من الدموع وقال: إن الإنسان الشريف ذا القلب النقي والطاهر وحده يستطيع أن يضحك بهذه الصورة) وكان يقول لينين: (إنه لشيء حسن أن يرى المرء الجانب المسلي من إخفاقاته.. إن خفة الروح هي صفة صحية رائعة وأنا حساس لهذه الصفة رغم أني غير موهوب بها ولا ريب إن في الحياة منها بقدر ما في هذه الحياة من أحزان ومآسي) وقال غوركي: (إن مزاج المرء هو شيء هام كما كان لينين بارعاً في الإصغاء والتعليق بالنكتة المرحة). وكانت أكبر هواياته زيارة المكتبات والمطالعة والكتابة وقد كانت لة علاقة جيدة مع الأديب البريطاني هربرت جورج ويلز
حيث في عام 1914 زار ويلز روسيا ورأى أن النظام القيصري فيها قمعي وفاسد. وقد تفهم اهداف ثورة أكتوبر. وفي عام 1920 زار ويلز الاتحاد السوفيتي والتقى لينين.

## فضح اتفاقية سايكس بيكو
بعد انتهاء الثورة البلشفية واستيلاء البلاشفة على السلطة وجد لينين نسخة من الاتفاقية السرية سايكس بيكو في أرشيفات القيصر وكانت تنص على أن تستولي روسيا القيصرية على إسطنبول وقام لينين بنشرها لعل العالم يرى من أجل أي شيء كانت تدور الحرب العالمية الأولى 

## علاقته بالدين
لم يكن لينين يهتم كثيرا بالشؤون الدينية ونادرا ماكان يتحدث عن الأديان لكنه أعطى حرية العبادة للمتدينين وقد تبين ذلك في نص ورسالة وجهها إلى المسلمين في 24 نوفمبر 1917 جاء فيها: يا أيها المسلمون بروسيا وسيبيريا وتركستان والقوقاز … يا أيها الذين هدم القياصرة مساجدهم وعبث الطغاة بمعتقداتهم وعاداتهم
أن معتقداتكم وعاداتكم ومؤسساتكم القومية والثقافية أصبحت اليوم حرة مقدسة، نظموا حياتكم القومية بكامل الحرية وبدون قيد فهي حق لكم. وأعلموا أن الثورة العظيمة وسوفيتات النواب والعمال والجنود والفلاحيين تحمي حقوقكم وحقوق جميع شعوب روسيا.
وقد تم وضع برنامج ضخم لما يمكن أن يطلق عليه اليوم “التمييز المضـــاد”، سُمي بالكورنيزاتسيا، أي إحلال السكان المحليين محل المستوطنين الروس. وقد بدأ بطرد المستعمرين الروس والقوزاق والمتحدثين باسمهم من الكنيسة الأرثوذكسية الروسية في تلك المناطق. وتوقفت اللغة الروسية عن الهيمنة، وعادت اللغات المحلية إلى المدارس وإلى الحكومة وإلى المطبوعات. وقد تمت ترقية السكان المحليين ليشغلوا مناصب في الدولة وفي الأحزاب الشيوعية المحلية وأعطوا أولوية حتى عن الروس في التعيينات. وقد أُنشئت جامعات لتدريب جيل جديد من القادة غير الروس.
أيضا أُعيدت الآثار والكتب الإسلامية المقدسة التي نهبتها القيصرية إلى المساجد. وقد تم تسليم القرآن الكريم المعروف بقرآن عثمان في احتفال مهيب إلى المجلس الإسلامي في بتروجراد في 25 ديسمبر سنة 1917. وقد أُعلن يوم الجمعة، يوم الاحتفال الديني بالنسبة للمسلمين، ويوم الإجازة الرسمية في كل آسيا الوسطى.

## وفاته

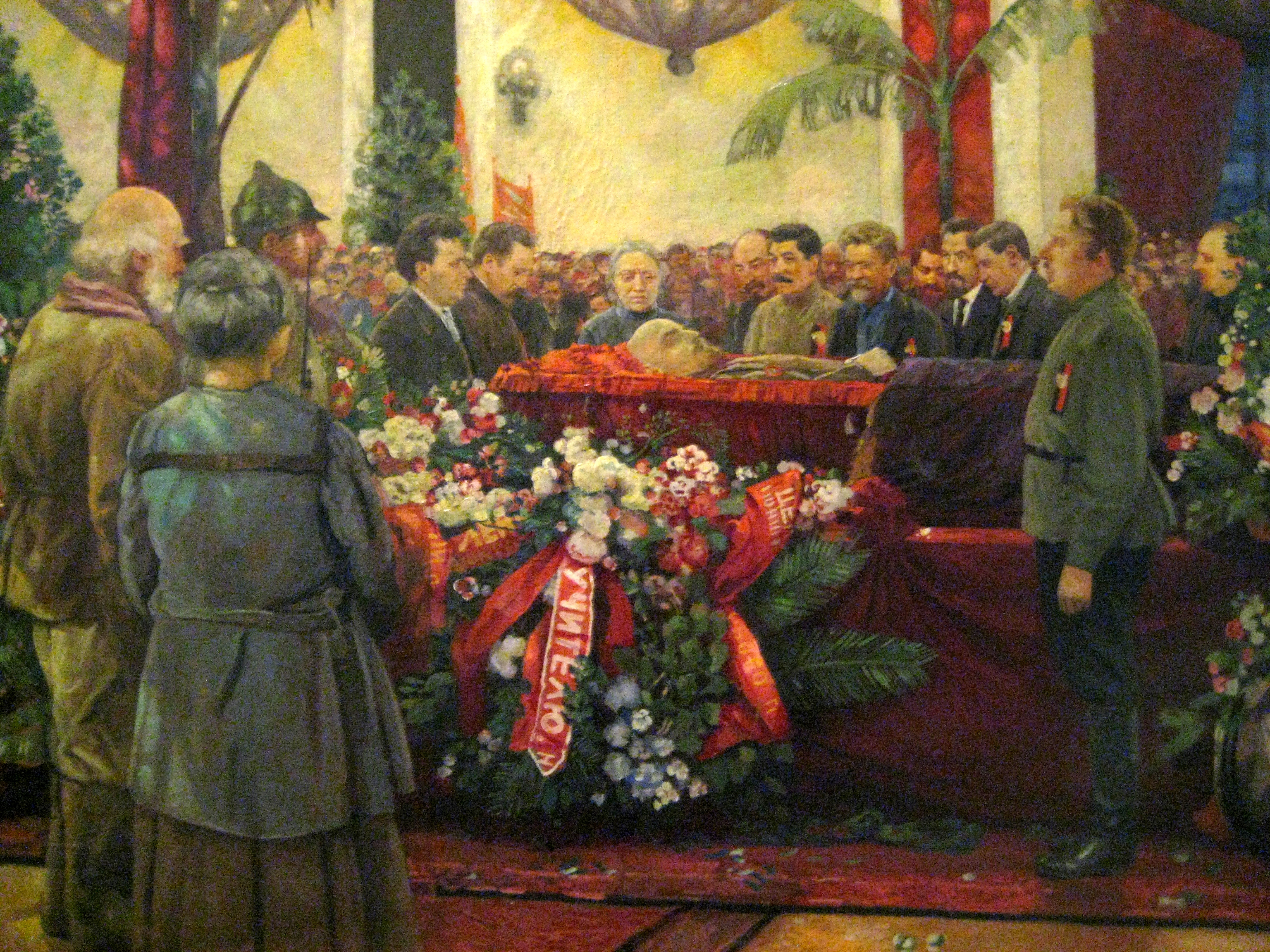
لوحة تمثل موت لينين

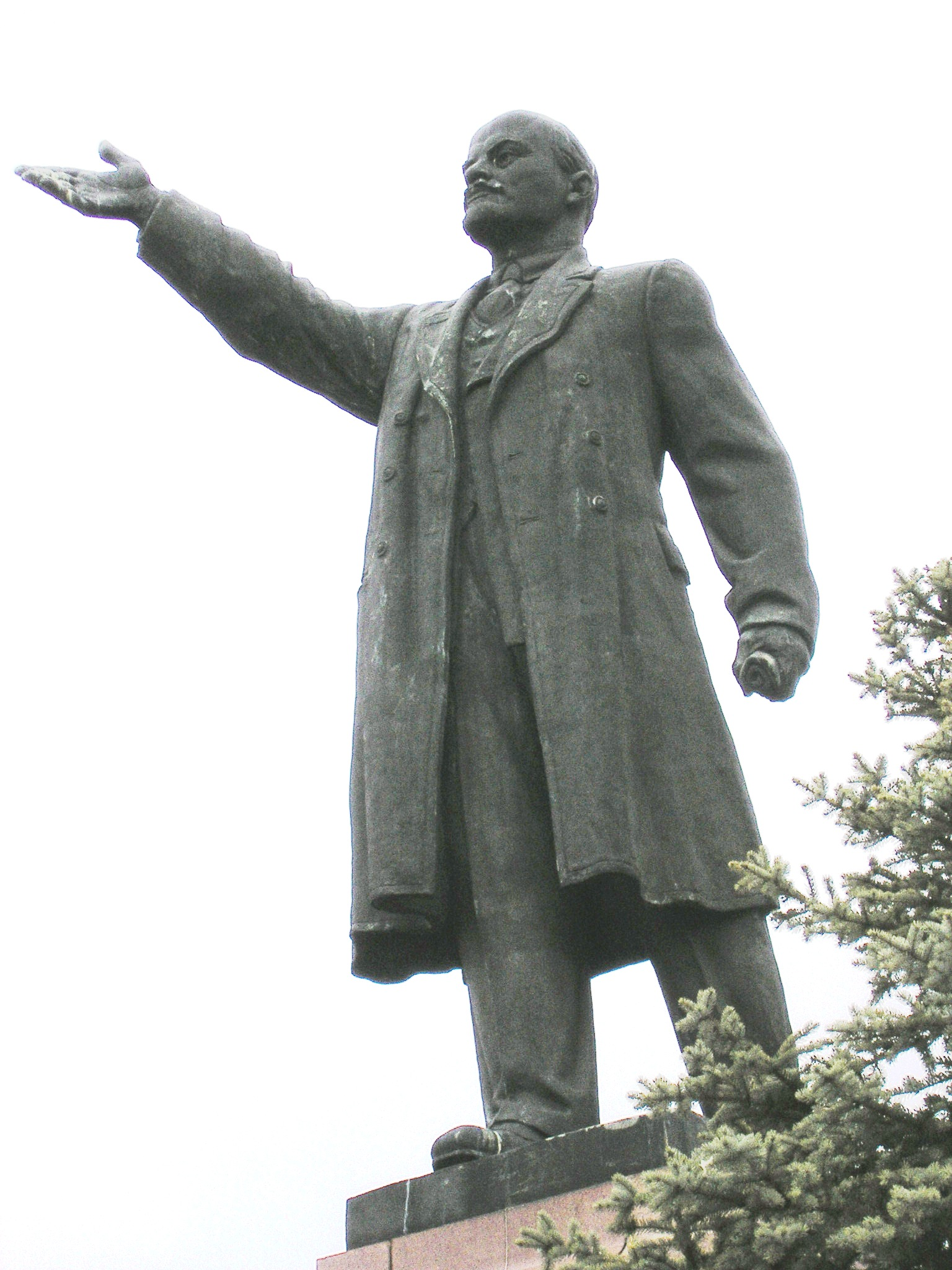
أحد تماثيل لينين في كراسنويارسك

في 30 آب 1918 أطلقت فانيا كابلان النار على لينين وأصابته في رئتيه وكتفه قائلةً: «اليوم أطلقت النار على لينين لأنه خان الثورة»، ولكنه عاش بعدها رغم أنه لم يتعافَ كلياً وكان للرصاصة التي أصابت عنقه أكبر الأثر في انهيار صحته.[بحاجة لمصدر] وقد أزالها الأطباء من عنقه عام 1922، ولكنهم لم يستطيعوا إلغاء آثارها القاتلة حيث كانت محاولة الاغتيال إضافة لهموم إدارة الدولة قد أخذت نصيبها من صحة لينين فأصيب بجلطة في مايو عام 1922 شلّت نصف جسمه الأيمن وقللت من مشاركاته السياسية وبحلول شهر ديسمبر من نفس العام، ألمّت به جلطة ثانية حينها أمرت الإدارة السياسية أن يبقى لينين بعيداً عن الأضواء. وفي مارس 1923، أُصيب لينين بجلطة دموية ثالثة ألزمته الفراش وحرمته القدرة على الكلام قبل أن يفارق الحياة بجلطة أخيرة في 21 يناير 1924 وقد حُنّط جسد لينين ودُفن في الساحة الحمراء في موسكو .

## مؤلفاته
بالإضافة إلى عمله ونشاطه السياسي كان لينين فيلسوف ومؤلف سياسي غزير الإنتاج، ألّف العديد من المؤلفات عن الثورة البروليتارية، كتب العديد من النشرات والكتب والمقالات بدون مساعدة لم يمنعه عنها إلا المرض، مجموع ما ألّفه يصل إلى خمسة وأربعين مؤلفًا، تُرجمت إلى العديد من اللغات. ومن أشهر مؤلفاته:
- «ما العمل» (بالروسية: Что делать?)، عنوانه بالكامل «ما العمل؟ المسائل الملحة لحركتنا»، (1902) تحدث فيه عن أن الثورة تحتاج إلى حزب قوى تتولى طليعته قيادة الثورة.
- «الإمبريالية وأعلى حالات الرأسمالية» (1916) تحدث فيه عن كيفية استمرار الرأسمالية وأن الحرب العالمية الأولى كانت مجرد حرب رأسمالية للسيطرة على البلاد والثروات والأيدي العاملة.
- «الدولة والثورة»(1917) تحدث فيه عن أفكار كارل ماركس وانغيليس عن الثورة وأن الحزب الشيوعي الديموقراطي غير قادر على اتخاذ موقف فعال في الثورة.
- «أطروحات أبريل» (1917) أوضح الضرورة الاجتماعية والاقتصادية إلى الثورة الشيوعية.
- «أمراض الطفولة لدى اليسار المتشدد»(1920) وفيه ينتقد اليسار المتشدد.
- «المادية والمذهب النقدي التجريبي» كتب لينين هذا الكتاب في مرحلة من تاريخ روسيا كانت فيها الأوتوقراطية القيصرية قد فرضت في البلاد الإرهاب البوليسي القاسي بعد أن قمعت الثورة الروسية الأولى (1905 إلى 1907).

## أقواله
- الثورة تعني تحطيم أصنام الجهل بداخلنا عوضاً عن إسقاط تماثيل شاهدة على تاريخنا.
- المثقفون هم أقدر الناس على الخيانة لأنهم أقدر الناس على تبريرها.
- من خان رفيقه فقد خان القضية.
- الثائر المزيف هو الذي يهتم في شأن ظالمه حتى يزول ظلمه ثم لا يفكر فيمن يخلفه ولا يراقبه فيقع في الظلم ثانية وهكذا يستمر الظلم في العالم.
- في السياسة لا يوجد فرق بين خيانة بسبب الغباء أو خيانة بشكل معتمد ومحسوب.
- الثائرون هم أقدر الناس على معرفة الظلم.
- صوت رجل بمفرده لا يبلغ مسامع الشعب كله بل يضيع ويختنق في أقبية البوليس.
- الثقة جيدة، لكن المراقبة أحسن.

## أشخاص تأثروا بـ لينين
- جوزيف ستالين
- مكسيم غوركي
- تشي جيفارا
- أنطونيو غرامشي
- ليون تروتسكي

## وصلات خارجية
- فلاديمير لينين على موقع IMDb (الإنجليزية)
- فلاديمير لينين على موقع الموسوعة البريطانية (الإنجليزية)
- فلاديمير لينين على موقع مونزينجر (الألمانية)
- فلاديمير لينين على موقع ألو سيني (الفرنسية)
- فلاديمير لينين على موقع ميوزك برينز (الإنجليزية)
- فلاديمير لينين على موقع أول موفي (الإنجليزية)
- فلاديمير لينين على موقع قاعدة بيانات الأفلام السويدية (السويدية)
- فلاديمير لينين على موقع إن إن دي بي (الإنجليزية)
- فلاديمير لينين على موقع ديسكوغز (الإنجليزية)
- فلاديمير لينين على موقع قاعدة بيانات الفيلم (الإنجليزية)
- أعمال وسيرة لينين
- مقالة: لينين في رحاب التاريخ للدكتور فلاح امين الرهيمي
- أيام مع لينين - لمكسيم غوركي